# Samnorsk
Samnorsk („wspólny norweski”) – dawny, nigdy niezrealizowany eksperyment integracji dwóch odmian języka norweskiego: bokmål i nynorsk w ich formie pisanej. Był elementem polityki językowej rządu w latach 50–60 XX w. Celem było utworzenie jednolitej, ogólnonarodowej formy języka norweskiego, zastępującej dwa istniejące standardy. Ostatecznie pomysł zarzucono w 2002.

## Początki

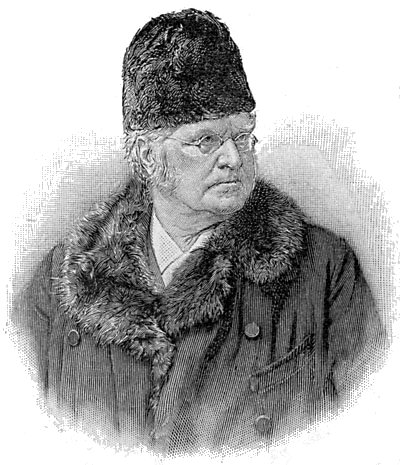
Bjørnstjerne Bjørnson, założyciel Riksmålsforbundet

Zasadniczy czas przeprowadzenia tego eksperymentu to lata 1915–1964. Eksperyment był przede wszystkim próbą uspokojenia sytuacji, w której dwie ustandaryzowane odmiany języka, obie zrozumiałe dla Norwegów, walczyły o uprzywilejowaną pozycję. W latach 1916–1926 działała organizacja „Østlandsk reisning” opowiadająca się za stworzeniem Samnorsk na bazie dialektów z południowego wschodu kraju. Reforma ortograficzna z roku 1917 była również krokiem w stronę stworzenia jednej ogólnonorweskiej odmiany; sankcjonując oba standardy, zaakceptowano opcjonalne formy wyrazowe w obu odmianach. Jednak reformę kontestowali użytkownicy wersji bokmål, twierdząc, że zbytnio uproszczono pisownię i odrzucili poprawki mające na celu unifikację języka. Kolejna reforma, w roku 1938, przeprowadzona przez będącą u władzy partię pracy, również była przeprowadzona w duchu powstania zunifikowanej odmiany Samnorsk. Istotą tej reformy było znaczne zredukowanie wpływów językowych klas wyższych, co dawało dobry punkt wyjściowy do unifikacji. Po raz kolejny pokrzywdzeni poczuli się użytkownicy wersji bokmål, którzy już nie mogli polegać na wersji mówionej języka przy próbie jego zapisu.

## Lata powojenne

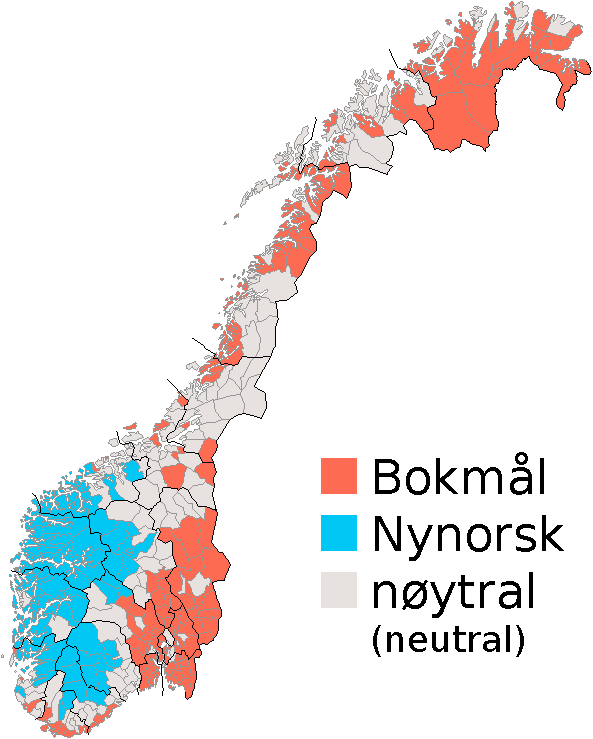
Podział językowy Norwegii

W okresie powojennym doszło do kolejnego rozwarstwienia w odmianie bokmål; powstały trzy formy: konserwatywna, umiarkowana (używana głównie przez klasę robotniczą) i radykalna, dość zbliżona do standardu nynorsk. Próby powojenne zostały odrzucone przez społeczeństwo norweskie, w roku 1951 zorganizowano akcję rodzicielską przeciw Samnorsk (Die Foreldreaksjonen mot samnorsk) zorganizowaną przez Riksmålforbundet. Odbyła się ona w Oslo, choć uzyskała poparcie z całego kraju. Zebrano ok. 500 000 podpisów przeciw unifikacji języka. Poprawiano pisownię w podręcznikach szkolnych. Krytyką został obrzucony Komitet Języka Norweskiego, który powstał w roku 1952, a miał za zadanie przygotować nowy standard podręczników szkolnych w duchu unifikacji pisowni i zastosowaniu „form pośrednich”, ani konserwatywnych ani radykalnych. Konserwatywna prawica, mając poparcie użytkowników bokmålu próbowała wykorzystać potknięcie polityki Samnorsk, prowadzonej przez lewicę, do odsunięcia od władzy laburzystów.

## Schyłek reformy
W latach 60. XX w. przeważała koncepcja „pokoju językowego”, polegająca raczej na unikaniu awantur niż budowie jednego wspólnego języka. W roku 1972 powstała istniejąca do dziś Rada Języka Norweskiego, w której zasiadają nie tylko językoznawcy i nauczyciele, ale również strony konfliktu, organizacje lobbujące na rzecz konkretnej odmiany. Reforma z 1981 przeprowadzona przez Komitet uzyskała poparcie rządu, a wprowadzone zmiany dawały użytkownikom języka dużą możliwość wyboru między poszczególnymi formami. Jednak w jej wyniku obie odmiany znów oddaliły się od siebie. Ostatecznie eksperyment zakończono 13 grudnia 2002 oświadczeniem rządu norweskiego.